# Tre Kronor (Schiff, 1947)
Die Tre Kronor war ein Leichter Kreuzer und Typschiff der gleichnamigen Klasse der schwedischen Marine, der von 1947 bis 1964 in Dienst stand.

## Geschichte
Der Zweite Weltkrieg zwang die schwedische Marine, ihre Marinestrategie zu überdenken. Die Flotte wurde vollständig in zwei Zerstörergeschwader umstrukturiert, die nun jeweils von einem Kreuzer angeführt wurden. Es unterschied sich von dem in Friedenszeiten üblichen Verteidigungssystem mit langsameren Küstenverteidigungsschiffen und Torpedobooten. Im Jahr 1940, als die Ereignisse in Norwegen, der Krieg in Finnland und die Besetzung Dänemarks immer besorgniserregender wurden, stimmte die schwedische Regierung für den Fall der Eskalation dem Bau von drei, später zwei Kreuzern zur Führung dieser Zerstörergruppen zu. Dies lag vor allem daran, dass der schwedische Kreuzer Fylgia veraltet und der Flugzeugkreuzer Gotland zu langsam war, um effektiv Aufgaben zu übernehmen. Somit wurde ein neues Kreuzerdesign nötig.
Politische Diskussionen führten zur Verzögerung der Arbeiten, die erst 1943 begannen. Das Schiff sollte in der Werft Götaverken in Göteborg gebaut werden. Das dritte Kreuzergeschwader der Küstenflotte wurde wegen der Kürzung vom modernisierten Flugzeugkreuzer Gotland angeführt. Die auf der Tre Kronor verwendeten Geschütztürme wurden von Bofors gebaut, waren aber eigentlich für die Koninklijke Marine der Niederlande gedacht. Nach der Besetzung der Niederlande durch Deutschland befürchtete die schwedische Regierung jedoch, dass sie von den Deutschen beansprucht würden und so wurden sie konfisziert. Die Tre Kronor lief am 16. Dezember 1944 vom Stapel, wurde am 25. Oktober 1947 in Dienst gestellt und diente bis zum 1. Januar 1964.

## Kommandanten
- 1947–1948: Erik af Klint
- 1949–1951: Erik Friberg
- 1954–1954: Harry Bong
- 1954–1955: Magnus Starck
- 1955–1956: Åke Lindemalm
- 1956–1957: Magnus Hammar
- 1957–1958: Anders Nilson